# Mark Messmer
 (février 2025).
Si vous disposez d'ouvrages ou d'articles de référence ou si vous connaissez des sites web de qualité traitant du thème abordé ici, merci de compléter l'article en donnant les références utiles à sa vérifiabilité et en les liant à la section « Notes et références ».
Mark Alan Messmer, né le 16 décembre 1967 à Jasper, est un homme politique américain, membre du Parti républicain. Il est élu de l'Indiana à la Chambre des représentants des États-Unis depuis 2025.

## Biographie
En novembre 2024, il est élu représentant des États-Unis dans le 8e district de l'Indiana avec 68 % des voix devant le démocrate Erik Hurt. 